# Día del Amigo
El Día del Amigo es una celebración propuesta para honrar la amistad. Tiene como antecedente la Cruzada Mundial de la Amistad que se había instaurado en Paraguay en 1958, y que se celebra cada 30 de julio bajo la denominación de Día de la Amistad. En otros países latinoamericanos se festeja en diferentes fechas. En Argentina, Brasil y Uruguay, la fecha más difundida es el día en que el hombre llegó a la luna (20 de julio de 1969).
El 27 de abril de 2011, la Asamblea General de las Naciones Unidas resolvió invitar a todos los países miembros a celebrar el Día Internacional de la Amistad el 30 de julio de cada año, siguiendo la propuesta original promovida por la Cruzada mundial de la amistad.

## Origen
Durante el siglo XX, fueron varias las iniciativas para la celebración de un Día de la Amistad, en distintas partes del mundo. En Estados Unidos y partes de Asia, se divulgó el primer domingo de agosto como día de entrega de saludos y presentes entre amigos. Celebraciones similares se conformaron en distintos países de Sudamérica y Europa, en distintas fechas. En países como Argentina, Uruguay y Paraguay, el Día del Amigo está profundamente arraigado en la sociedad.
La iniciativa para el establecimiento de un Día del Amigo internacionalmente reconocido tuvo un antecedente histórico llamado Cruzada Mundial de la Amistad, que fue una campaña en favor de dar valor y realce a la amistad entre los seres humanos, fomentando la Cultura de la Paz. Fue ideada por el Doctor Ramón Artemio Bracho  en Puerto Pinasco, Paraguay, en 1958. A partir de dicha idea, se fijó el 30 de julio como Día de la Amistad. En Paraguay, las vísperas del 30 de julio son aprovechadas para comprar regalos a los amigos cercanos y a las parejas. Son muy comunes las fiestas en bares, discotecas o una cena entre amigos íntimos. También se considera tradicional el juego del "Amigo Invisible", donde en pequeños papeles se reparten los nombres de todos los miembros de un grupo y al que sale elegido (en forma secreta) se le regala un presente el día 30. Esta costumbre es muy practicada en Asunción y otras ciudades paraguayas, en las escuelas y lugares de trabajo.

## En distintos países
En Argentina, Brasil y Uruguay se festeja el 20 de julio. En  Argentina la fecha rinde honor al acto realizado por Enrique Ernesto Febbraro quien envió a todo el mundo 1000 postales el día que el hombre llegó a la Luna. Según el propio autor de la iniciativa en diversas entrevistas "tenía esa idea desde hacía tiempo", aunque las declaraciones de Febbraro a la prensa han sido confusas sobre lo que realmente lo llevó a hacerlo. Según sostuvo en una de ellas cuando escuchó que el alunizaje del módulo era un gesto de amistad, desde la humanidad hacia el universo, se le ocurrió que ese podía ser el Día del Amigo, por tal motivo mandó mil postales a todas partes del mundo.
Desde su consultorio de Lomas de Zamora, en Buenos Aires, envió mil cartas a cien países de las cuales obtuvo 700 respuestas. Su idea la terminó patentando en el registro de la propiedad intelectual en 1972, luego la donó al Rotary Club, del cual era miembro. Una década más tarde de que Neil Armstrong pisara la Luna, durante la dictadura militar, en Buenos Aires se estableció, a través del Decreto 235/79 la oficialización del Día del Amigo.
En Bolivia, se celebran dos fechas, primero el 23 de julio de cada año, denominado así como el «Día de la Amistad», y el segundo el 21 de septiembre, día muy recordado entre la sociedad, puesto que empieza oficialmente la primavera, y de igual forma, se celebra el Día del Amor y de la Juventud.
En Chile no tiene existencia oficial. A lo largo de los años ha habido varios intentos para establecerlo: primer viernes de octubre (por san Francisco de Asís), 14 de febrero (como «Día de los Enamorados y la Amistad»), etc., pero no han tenido eco duradero en la población. El último intento, comenzado en 2010, busca establecerlo el 20 de julio; aunque está siendo promovido fuertemente por cadenas de restaurantes, no presenta mayor aceptación que los intentos previos.
Pese a que algunos aseguran que el Día Internacional del Amigo en España es el 20 de julio, en ningún calendario de fiestas español aparece una celebración con tal motivo.
En Colombia, se celebra el segundo sábado de marzo desde 2012. El 14 de febrero se empieza a hacer más común y acogedor para la celebración del Día de San Valentín o el «Día de los Enamorados» por tal motivo ya no se festejara el Día de la Amistad en este día. Así mismo, según FENALCO, el 20 de septiembre de 2014 se continuó con la celebración del Día del Amor y la Amistad, sin dejar a un lado el tradicional juego del «amigo secreto».
En Estados Unidos, el primer domingo de agosto se celebra el Día Internacional de la Amistad (International Friendship Day en inglés),y en esta misma fecha se celebra en Canadá, Gran Bretaña, India, Malasia, Indonesia, Emiratos Árabes Unidos y Bangladés
En  Ecuador, Estonia, Finlandia, México, Panamá, Perú, República Dominicana y Venezuela, el 14 de febrero se celebra el Día del Amor y la Amistad (coincide día de los enamorados).
En Pakistán se celebra el 19 de julio
Las celebraciones en Paraguay tienen su origen en la Cruzada Mundial de la Amistad fundada en este país en 1958. Desde este año, se ha fijado el 30 de julio como Día de la Amistad. En 2011, el 30 de julio fue declarado Día Internacional de la Amistad por las Naciones Unidas.
En el Perú, por iniciativa de un grupo de peruanos que viajaron a Argentina en 2004 y vieron los festejos del Día del Amigo en dicho país y buscando fomentar los valores peruanos de la amistad verdadera se gestó a comienzos de abril de 2009 un movimiento social a favor de institucionalizar «El Día del Amigo» en el Perú. El Día del Amigo se celebra en el Perú a partir de 2009 el primer sábado de julio a partir de una iniciativa de la empresa de cervecería Backus y Johnston.
En Ucrania de celebra el 9 de junio
Otros países como: Nepal, Paraguay, Sudáfricaeligen el 30 de julio, adhiriéndose a la resolución de la ONU sobre el Día Internacional de la Amistad